# UCI World Tour 2022
UCI World Tour 2022 byla série závodů, která zahrnovala 33 jednodenních a etapových závodů v rámci sezóny 2022. Seriál začal 20. února úvodní etapou UAE Tour a skončil 8. října monumentem Il Lombardia.

## Závody
Oficiální kalendář byl odhalen na podzim 2021.
| Závod                           | Datum                   | Vítěz                      | 2. místo                 | 3. místo                   |
| ------------------------------- | ----------------------- | -------------------------- | ------------------------ | -------------------------- |
| UAE Tour                        | 20. – 26. února         | Tadej Pogačar (SLO)        | Adam Yates (GBR)         | Pello Bilbao (ESP)         |
| Omloop Het Nieuwsblad           | 26. února               | Wout van Aert (BEL)        | Sonny Colbrelli (ITA)    | Greg Van Avermaet (BEL)    |
| Strade Bianche                  | 5. března               | Tadej Pogačar (SLO)        | Alejandro Valverde (ESP) | Kasper Asgreen (DEN)       |
| Paříž–Nice                      | 6. – 13. března         | Primož Roglič (SLO)        | Simon Yates (GBR)        | Daniel Martínez (COL)      |
| Tirreno–Adriatico               | 7. – 13. března         | Tadej Pogačar (SLO)        | Jonas Vingegaard (DEN)   | Mikel Landa (ESP)          |
| Milán – San Remo                | 19. března              | Matej Mohorič (SLO)        | Anthony Turgis (FRA)     | Mathieu van der Poel (NED) |
| Volta a Catalunya               | 21. – 27. března        | Sergio Higuita (COL)       | Richard Carapaz (ECU)    | João Almeida (POR)         |
| Classic Brugge–De Panne         | 23. března              | Tim Merlier (BEL)          | Dylan Groenewegen (NED)  | Nacer Bouhanni (FRA)       |
| E3 Saxo Bank Classic            | 25. března              | Wout van Aert (BEL)        | Christophe Laporte (FRA) | Stefan Küng (SUI)          |
| Gent–Wevelgem                   | 27. března              | Biniam Girmay (ERI)        | Christophe Laporte (FRA) | Dries Van Gestel (BEL)     |
| Dwars door Vlaanderen           | 30. března              | Mathieu van der Poel (NED) | Tiesj Benoot (BEL)       | Tom Pidcock (GBR)          |
| Kolem Flander                   | 3. dubna                | Mathieu van der Poel (NED) | Dylan van Baarle (NED)   | Valentin Madouas (FRA)     |
| Kolem Baskicka                  | 4. – 9. dubna           | Daniel Martínez (COL)      | Jon Izagirre (ESP)       | Alexandr Vlasov            |
| Amstel Gold Race                | 10. dubna               | Michał Kwiatkowski (POL)   | Benoît Cosnefroy (FRA)   | Tiesj Benoot (BEL)         |
| Paříž–Roubaix                   | 17. dubna               | Dylan van Baarle (NED)     | Wout van Aert (BEL)      | Stefan Küng (SUI)          |
| Valonský šíp                    | 20. dubna               | Dylan Teuns (BEL)          | Alejandro Valverde (ESP) | Alexandr Vlasov            |
| Lutych–Bastogne–Lutych          | 24. dubna               | Remco Evenepoel (BEL)      | Quinten Hermans (BEL)    | Wout van Aert (BEL)        |
| Tour de Romandie                | 26. dubna – 1. května   | Alexandr Vlasov            | Gino Mäder (SUI)         | Simon Geschke (GER)        |
| Eschborn–Frankfurt              | 1. května               | Sam Bennett (IRL)          | Fernando Gaviria (COL)   | Alexander Kristoff (NOR)   |
| Giro d'Italia                   | 6. – 29. května         | Jai Hindley (AUS)          | Richard Carapaz (ECU)    | Mikel Landa (ESP)          |
| Critérium du Dauphiné           | 5. – 12. června         | Primož Roglič (SLO)        | Jonas Vingegaard (DEN)   | Ben O'Connor (AUS)         |
| Tour de Suisse                  | 12. – 19. června        | Geraint Thomas (GBR)       | Sergio Higuita (COL)     | Jakob Fuglsang (DEN)       |
| Tour de France                  | 1. – 24. července       | Jonas Vingegaard (DEN)     | Tadej Pogačar (SLO)      | Geraint Thomas (GBR)       |
| Clásica de San Sebastián        | 30. července            | Remco Evenepoel (BEL)      | Pavel Sivakov (RUS)      | Tiesj Bennot (BEL)         |
| Tour de Pologne                 | 30. července – 5. srpna | Ethan Hayter (GBR)         | Thymen Arensman (NED)    | Pello Bilbao (ESP)         |
| Vuelta a España                 | 19. srpna – 11. září    | Remco Evenepoel (BEL)      | Enric Mas (ESP)          | Juan Ayuso (ESP)           |
| BEMER Cyclassics                | 21. srpna               | Marco Haller (AUT)         | Wout van Aert (BEL)      | Quinten Hermans (BEL)      |
| Bretagne Classic                | 28. srpna               | Wout van Aert (BEL)        | Axel Laurance (FRA)      | Alexander Kamp (DEN)       |
| Grand Prix Cycliste de Québec   | 9. září                 | Benoît Cosnefroy (FRA)     | Michael Matthews (AUS)   | Biniam Girmay (ERI)        |
| Grand Prix Cycliste de Montréal | 11. září                | Tadej Pogačar (SLO)        | Wout van Aert (BEL)      | Andrea Bagioli (ITA)       |
| Il Lombardia                    | 8. října                | Tadej Pogačar (SLO)        | Enric Mas (ESP)          | Mikel Landa (ESP)          |

## Změny
- Na konci září 2021 byla provedena změna v kalendáři, při níž si závody Amstel Gold Race a Paříž–Roubaix vyměnily data konání na návrh ředitele druhého zmiňovaného závodu, neboť by se Paříž–Roubaix v původním termínu (10. dubna) krylo s prezidentskými volbami v zemi konání, Francii.[3]

- Do kalendáře byly původně zahrnuty i 2 australské závody, Tour Down Under a Cadel Evans Great Ocean Road Race. Ty však byly na konci září 2021 z kalendáře vyřazeny z důvodu přísných karanténních opatření při vstupu na australské území zavedených kvůli pandemii covidu-19.[4]
- Závod Benelux Tour byl původně plánován v termínu od 7. do 13. srpna 2022. Nakonec byl zrušen, protože nizozemská policie nebyla schopna zabezpečit etapy v Nizozemsku a vzhledem k souběhu s jinými závody by nebylo možné závod přenášet v televizi v přijatelných časech.[5]
- Závod Tour of Guanxi byl zrušen kvůli pandemii covidu-19.